# Dysoxylum oliganthum
Dysoxylum oliganthum là một loài thực vật có hoa trong họ Meliaceae. Loài này được C.Y. Wu ex H. Li mô tả khoa học đầu tiên năm 1977.